# 中门信印
中门信印是迄今为止唯一出土的闽越铜印。

中门信印的拓印

1995年，中门信印在城村汉城内下寺岗遗址出土。其印面为方形，阴刻“中门信印”四字。